# Vivir con él
Vivir con él, es un libro de la periodista uruguaya Clara Berenbau. Fue publicado por Editorial Palabra Santa, en octubre de 2011. 

## Reseña
«Vivir con él. De cómo el cáncer me enseño a ser mejor.» El libro muestra diferentes enfoques de esa palabra a veces tabú, no dicha por personas y familias, el cáncer. Es una autobiografía de la comunicadora, locutora, actriz y periodista María Clara Berenbau. Relata su experiencia, la relación con las personas que la acompañan, su familia, amigos y colegas. El diagnóstico en el 2007, la fe, las terapias alternativas, el psicoanálisis, la medicación, el tratamiento y el cambio de vida después del cáncer de mama.
Cuenta también con algunos testimonios reales de otras mujeres uruguayas que atravesaron lo mismo, y comparten su visión. La ilustración de tapa e imágenes en el interior son del artista Gastón Izaguirre. El libro fue presentado en el Museo Zorrilla.